# Simulium curvans
Simulium curvans är en tvåvingeart som först beskrevs av Rubtsov och Carlsson 1965.  Simulium curvans ingår i släktet Simulium och familjen knott. Arten är reproducerande i Sverige. Inga underarter finns listade i Catalogue of Life.